# Chloé Dufour-Lapointe
Chloé Dufour-Lapointe, född den 2 december 1991 i Montréal, Kanada, är en kanadensisk freestyleåkare. Syster till Justine Dufour-Lapointe och Maxime Dufour-Lapointe.
Hon tog OS-silver i damernas puckelpist i samband med de olympiska utförstävlingarna 2014 i Sotji.